# Вагнер, Йозеф (гауляйтер)
Йозеф Вагнер (нем. Josef Wagner; 12 января 1899, Альгринген, округ Диденхофен, Эльзас-Лотарингия — 22 апреля или 2 мая 1945, Берлин [?]) — нацистский партийный деятель, гауляйтер Южной Вестфалии и Силезии, позднее исключённый из партии и казнённый в конце войны.

## Молодость
Родился в семье горняка Николауса Вагнера, католика. С лета 1913 г. посещал семинар для учителей в Виттлихе. С июня 1917 г. служил солдатом на Западном фронте, раненым попал во французский плен. Бежав из плена, в 1919 г. через Швейцарию вернулся домой. Завершил образование по специальности школьного учителя и стал работать сначала финансовым советником в г. Фульда, а с 1921 г. в компании «Bochumer Verein».

## Карьера в нацистской партии
С 1922 г. являлся участником нацистского движения. В 1923 г. основал местную группу нацистской партии в г. Бохум. После запрета партии в результате провала гитлеровского путча ноября 1923 г. Вагнер стал окружным руководителем Национально-социального блока в Вестфалии и Рурской области, а после разрешения нацистской партии в 1925 г. возобновил деятельность в её рядах. В 1927 г., после ряда случайных работ, он на короткое время был назначен учителем, однако в том же году уволен как «нарушитель конституции». В 1927 г. назначен окружным партийным руководителем в Бохуме. С 1928 г. — гауляйтер Вестфалии. После раздела гау с 1931 г. стал гауляйтером Южной Вестфалии с штаб-квартирой в Бохуме. В 1928—1930 гг. Вагнер был одним из двух первых депутатов рейхстага от НСДАП в Берлине.
В 1930 г. основал еженедельную нацистскую газету «Вестфальская вахта» (de:Westfalenwacht), в 1931 г. ежедневную газету «Красная земля» (Rote Erde), а в 1932 г. Высшую школу политики НСДАП Южной Вестфалии в Бохуме, первым руководителем которой он стал.

## Падение
В 1933 г. Вагнер стал государственным советником Пруссии. С 1935 г. также гауляйтер Силезии. Стремясь расчистить место для своих ставленников, развернул активные репрессии против видных членов СА, переживших «ночь длинных ножей» — таких, как Пауль Гислер (будущий гауляйтер), Гельмут Брюкнер (прежний гауляйтер Силезии) и др. В результате Вагнер лишь завёл себе влиятельных врагов, которые сыграли роль в его будущем падении.
С 1935 г. Вагнер занимал должность обер-президента Верхней Силезии, а после слияния её с Нижней Силезией в 1938 г. — обер-президента Силезии.
Также с 29 октября 1936 г. занимал должность имперского комиссара ценообразования, а с 1 сентября 1939 г. — имперского комиссара обороны Силезии (округ VIII).
Далеко идущие амбиции Вагнера объединили против него таких влиятельных политиков, как Борман, Гиммлер и Геббельс. Одновременно против него интриговали его заместитель по Силезии Фриц Брахт и местный глава СС и полиции Удо фон Войрш. Вагнеру приписывали политику защиты поляков, связанную с его католицизмом. Наконец, в ноябре 1941 г. заговорщикам удалось перехватить письмо жены Вагнера к дочери, которое было истолковано как «прокатолическое». В письме она высказывалась против брака дочери с нерелигиозным офицером СС. Письмо было передано Гитлеру лично в руки. 9 ноября 1941 г. Гитлер лишил Вагнера всех должностей, а уже в октябре 1942 г. его исключили из НСДАП. Его преемником на посту гауляйтера стал Фриц Брахт.
После смещения с должностей Вагнер вёл тихую и незаметную частную жизнь в Бохуме. С осени 1943 г. Вагнер находился под наблюдением гестапо. После покушения на Гитлера 20 июля 1944 г. он был арестован гестапо и помещён в центральную тюрьму гестапо в Берлине. По ошибке убит советским солдатом при освобождении 2 мая 1945 года.